# نایکی
نایکی (به انگلیسی: Nike) شرکت چندملیتی آمریکایی است که در زمینه طراحی، توسعهٔ فناوری و تولید محصولاتی مانند کفش ورزشی، پوشاک ورزشی و تجهیزات ورزشی فعالیت می‌کند. دفتر مرکزی این کورپوریشن، در نزدیکی شهر بیورتون ایالت اورگن در شمال‌باختری ایالات متحده آمریکا واقع است. نایکی بزرگ‌ترین تولیدکننده در زمینه تولید کفش‌های ورزشی، پوشاک، لوازم و تجهیزات ورزشی در جهان به‌شمار می‌رود. ارزش این شرکت در سال ۲۰۱۰ به‌تنهایی بالغ بر ۱۰٫۷ میلیارد دلار برآورد شد که این شرکت را در این سال برترین تولیدکننده محصولات ورزشی نمود. نایکی دارای زیرمجموعه‌هایی از جمله آمبرو و کانورس و همچنین کول هان و هارلی اینترنشنال است.

## تاریخچه
نایکی نخست با نام Blue Ribbon sports به معنای محصولات ورزشی روبان آبی در ۲۵ ژوئن سال ۱۹۶۴ توسط بیل بُوِرمن و فیل نایت آغاز به‌کار نمود و در ۳۰ مه ۱۹۷۱ به‌صورت رسمی به نام NIKE تغییر نام داد.
در سال ۲۰۰۹ نایکی و تیمبرلند خرید چرم تولیدشده در بخش‌های جنگل‌زدایی‌شدهٔ جنگل‌های آمازون را متوقف کردند. این عمل تنها چند هفته پس از گزارش سازمان صلح سبز صورت گرفت که نشان می‌داد گله‌های دام‌داری‌های منطقهٔ آمازون باعث تخریب جنگل‌های آمازون می‌شوند.
نایک محصولات خود را با نام تجاری خود و همچنین نایک گلف، نایک پرو، نایک پلاس، نایک بلیزرز، ایر فورس وان، نایک دانک، ایر مکس، فومپوزیت، نایک اسکیت بوردینگ، نایک CR7، و شرکت های تابعه از جمله ایر جردن روانه بازار کرده است. این شرکت علاوه بر تولید کفش، پوشاک و تجهیزات ورزشی، فروشگاه‌های خرده‌فروشی را با نام نایک‌تاون اداره می‌کند. نایک حامی بسیاری از ورزشکاران و تیم های ورزشی برجسته در سراسر جهان است، که با علامت تجاری Just Do It شناخته شده است که بر روی بعضی از کفش نایک و لباس های تولیدی این شرکت حک می شود.
در سال 2020، ارزش این برند به تنهایی بیش از 32 میلیارد دلار بود که آن را به با ارزش ترین برند در بین مشاغل ورزشی تبدیل کرد. پیش از این، در سال 2017، نام تجاری نایک 29.6 میلیارد دلار ارزش داشت.
تا سال 2024، 83700 نفر در سراسر جهان در این شرکت مشغول به کار بودند. نایک در فهرست 500 شرکت فورچون 2018 از بزرگترین شرکت‌های ایالات متحده از نظر کل درآمد در رتبه 89 قرار گرفت.

## قرارداد با بازیکنان
نایک با حمایت از ورزشکاران و تیم‌های محبوب در تلاش می‌کند تا برند خود را در میان طرفداران ورزش تقویت کند. این همکاری‌ها شامل حمایت مالی مسابقات ورزشی، تولید لباس‌های ورزشی برای تیم‌ها و ورزشکاران، و برگزاری کمپین‌های تبلیغاتی مشترک است. نایک با حمایت از ورزشکاران، محبوبیت خود را در بین جوانان افزایش می دهد. کریستیانو رونالدو و ورزشکاران دیگری شامل ویرجیل فن دایک، کیلیان امباپه، کوین دی بروینه، فرنکی دی یونگ، وینیسیوس جونیور، روبرت لواندوفسکی و مارکو وراتی از جمله حمایت شدگان و استفاده‌کنندگان محصولات این شرکت هستند. لبران جیمز بازیکن حرفه‌ای بسکتبال نیز تحت قرارداد با این کمپانی است.

## تحریم تیم ملی فوتبال ایران
در جام جهانی ۲۰۱۸ روسیه؛ پیش از آغاز جام این شرکت آمریکایی اعلام کرد به دلیل تحریم‌های وضع‌شده از سوی ایالات متحده علیه جمهوری اسلامی ایران؛ به بازیکنان تیم ملی فوتبال ایران کفش نمی‌دهد
و بازیکنان ایران اجازه ندارند از کفش‌های شرکت نایکی در مسابقات استفاده کنند.

#### Nike Air
- فناوری ضربه‌گیری مبتنی بر کیسه‌های هوای فشرده که اولین بار در دهه 1970 معرفی شد. این فناوری فشار را کاهش داده و راحتی بیشتری برای دوندگان فراهم می‌کند.
- مدل‌های مشهوری مانند Air Max و Air Jordan از این فناوری استفاده می‌کنند.

#### Nike React
- سیستمی از فوم پیشرفته که سبک، انعطاف‌پذیر و با دوام است و بازگشت انرژی بالایی ارائه می‌دهد.
- این فناوری در کفش‌های دویدن و تمرینات باشگاهی کاربرد دارد و حس نرمی و پایداری بیشتری ایجاد می‌کند. محصولات سری "Pegasus Plus" شرکت نایکی با بهره‌گیری از فناوری فوم React، راحتی بیشتر و بازگشت انرژی مؤثرتری را ارائه می‌دهد. [۶]

#### Flyknit
- رویه‌ای سبک، بدون دوخت و بافته‌شده که به کاهش وزن کفش و افزایش تهویه پا کمک می‌کند.
- این فناوری اولین بار در سال 2012 معرفی شد و در مدل‌هایی مانند Flyknit Racer به کار رفته است.

#### Zoom Air
- سیستمی که از محفظه‌های هوایی تحت فشار برای جذب شوک استفاده می‌کند و برای ورزش‌هایی با حرکات سریع مانند بسکتبال و دویدن مناسب است.

#### Self-Lacing Technology (Nike Adapt)
- کفش‌های هوشمند که با استفاده از حسگرها و موتورهای کوچک، به‌صورت خودکار سایز پا را تنظیم می‌کنند.
- مدل‌هایی مانند Nike Adapt BB برای ورزشکاران حرفه‌ای طراحی شده است.

#### Move to Zero
- یک برنامه نوآورانه برای استفاده از مواد بازیافتی در تولید کفش و پوشاک و کاهش انتشار کربن.
- سری کفش‌های Space Hippie نمونه‌ای از این تلاش‌ها هستند.

#### Nike Fit
- یک فناوری مبتنی بر هوش مصنوعی که اندازه دقیق پای کاربران را اسکن کرده و بهترین سایز کفش را پیشنهاد می‌دهد.
- این فناوری از طریق اپلیکیشن نایکی قابل‌دسترس اس

نایکی در سال‌های اخیر با تمرکز بر پایداری و مسئولیت اجتماعی، تلاش کرده است تا تأثیرات زیست‌محیطی محصولات خود را کاهش دهد. این شرکت برنامه‌های متعددی را برای کاهش مصرف انرژی، استفاده از مواد بازیافتی و مدیریت پایدار زنجیره تأمین اجرا کرده است.

#### برنامه Move to Zero
- این برنامه به‌منظور کاهش انتشار گازهای گلخانه‌ای و تولید زباله آغاز شده است.
- هدف اصلی این است که نایکی به یک شرکت با انتشار کربن صفر تبدیل شود و هیچ زباله‌ای به محل‌های دفن زباله ارسال نشود.

#### استفاده از مواد بازیافتی
- بیش از 75 درصد از محصولات نایکی از مواد بازیافتی تولید می‌شوند، از جمله کفش‌هایی که زیره و رویه آنها از پلاستیک‌های بازیافتی ساخته شده‌اند.
- سری Space Hippie یکی از برجسته‌ترین نمونه‌های محصولات با مواد بازیافتی است که طراحی نوآورانه‌ای نیز دارد.

#### صرفه‌جویی در مصرف انرژی و آب
- کارخانه‌های تولیدی نایکی بیش از 50 درصد از انرژی خود را از منابع تجدیدپذیر تأمین می‌کنند.
- این شرکت با استفاده از فناوری‌های جدید، مصرف آب را در فرآیندهای تولیدی کاهش داده است.

#### برنامه Grind
- برنامه‌ای که کفش‌ها و محصولات قدیمی را جمع‌آوری کرده و مواد آن‌ها را برای تولید محصولات جدید استفاده می‌کند.
- از مواد بازیافتی این برنامه در ساخت زمین‌های ورزشی، کفش‌های جدید و تجهیزات استفاده می‌شود.

#### حفظ تنوع زیستی
- نایکی همکاری‌های متعددی با سازمان‌های محیط‌زیستی مانند صلح سبز و WWF دارد تا از جنگل‌زدایی و تخریب منابع طبیعی جلوگیری کند.

#### حمایت از آموزش پایدار
- نایکی برنامه‌های آموزشی متعددی را در مدارس و جوامع کم‌برخوردار برای آگاهی‌بخشی در مورد اهمیت حفظ محیط‌زیست اجرا کرده است.